# Fragata Esmeralda (1791)
La Esmeralda fue una fragata perteneciente a la serie de seis fragatas conocidas como las mahonesas, por haber sido construidas en Mahón, en las islas Baleares, y recibir dicho nombre la cabeza de la serie, originalmente de la Armada Española destinada al océano Pacífico, con base en el Callao. Participó en las guerras de independencia hispanoamericana protegiendo los movimientos de tropas realistas y en la defensa del Callao. Fue capturada en 1820 por Lord Cochrane e incorporada a la Armada de Chile. Fue la tercera y última fragata de la Armada Española en llevar dicho nombre, y el primero de seis buques que han portado el mismo nombre en la chilena.

## Construcción
Fue proyectada por Julián de Retamosa y construida bajo la dirección de Honorato de Bouyon y Serze.

## Servicio al mando de España
Habitualmente los buques españoles tenían dos nombres. Uno era un nombre religioso y el otro, menos habitual, era un nombre más profano que podía ser un apodo o alias, el nombre de una figura mitológica, un lugar, etc. Con el tiempo un nombre se imponía sobre el otro y era con el que cotidiana y oficialmente se nombraba al barco. 
De este modo la fragata española Esmeralda, era también llamada Santa Petronila y Santa Apolonia.
En abril de 1793, al mando don José Pascual de Bonanza, apresa a la corbeta corsaria francesa República, entrándola en Alicante.
La Corona española disponía de una flota en el océano Pacífico para proteger sus extensas costas y principalmente al Virreinato del Perú. Durante las guerras de independencia americana, este barco cumplió la misión de apoyar el movimiento de las tropas del general Osorio en 1818, desde El Callao hasta Talcahuano, acción que culminará finalmente en la derrota realista a manos de los patriotas. 
En abril de 1818, la Esmeralda intentará bloquear Valparaíso junto con otro barco de la marina española, pero tras la batalla de Maipú debe retirarse. Entretanto, ya desde la batalla de Chacabuco, el director Supremo general O'Higgins inicia la creación de una flota que conduzca las tropas del Ejército Libertador hasta Perú. Es así como se contrata al marino escocés Thomas Cochrane como almirante. Sin embargo, Cochrane no se conformará con sólo ser un transportista y planea la captura de esta fragata dentro de la propia bahía del Callao y bajo la protección de sus fuertes. Durante la noche del 5 y madrugada del 6 de noviembre de 1820, botes con sus remos con género para no hacer ruido se acercaron sigilosamente a la fragata y la abordan encontrando brava resistencia. Tras un durísimo cuerpo a cuerpo, en que el propio Cochrane resulta herido, la fragata es capturada y la sacan desde el puerto.

## Servicio al mando de Chile

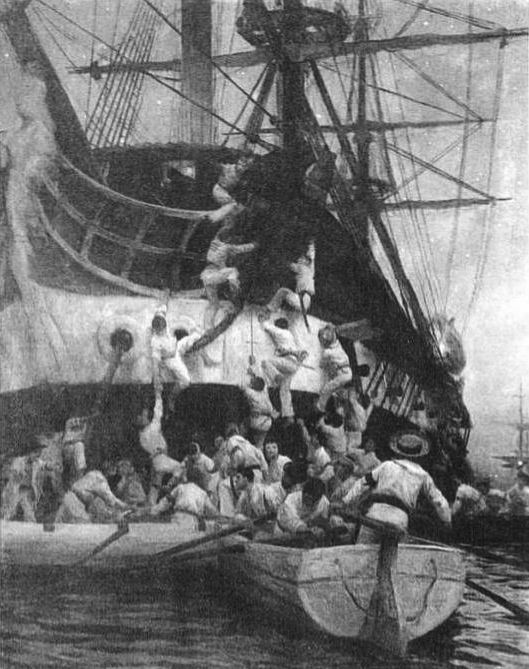
Captura de la Esmeralda.

Capturada en el Callao, alrededor del 15 de noviembre de 1820, se le puso el nombre de Valdivia en honor al Almirante Cochrane, por la toma de Corral y Valdivia, el 3 y 4 de febrero de 1820.
En junio de 1825, estando como pontón fondeada en Valparaíso, se decidió vararla desarbolada al costado del Resguardo de Aduanas, para que sirviera de muelle a las embarcaciones que desembarcaban pasajeros y carga.
Posteriormente, el sector, que corresponde a la Plaza Sotomayor de Valparaíso, fue rellenado y la nave quedó sepultada bajo los escombros.
Se estima que se encuentra frente al Edificio Armada de Chile por una parte y frente a los edificios de Correos de Chile y Cuerpo de Bomberos de Valparaíso, que se encuentran perpendicularmente al primero.
Sirvió 5 años a la Armada de Chile.

## Véase también

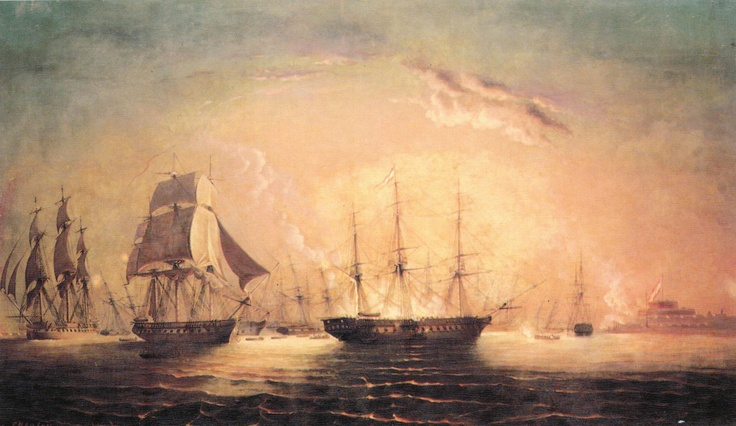
Toma de la Esmeralda, por el francés Ernest Charton.